# IMI Desert Eagle
Desert Eagle (izgovor: ˈdɛzə(ɹ)t ˈiːɡəl, hrvatski: Pustinjski orao), poznat i kao Deagle, poluautomatski je pištolj. Unatoč povećem broju proizvođača kroz povijest, čitavo intelektualno vlasništvo (patenti, autorska prava, zaštitni znaci itd.) pod upravom je američke tvrtke Magnum Research. Tri su inačice ovoga pištolja: Mark I., Mark VII. i Mark XIX., no prva se više ne proizvodi. Deagle dolazi u pet različitih kalibara.
Razvojno razdoblje započelo je 1979. godine. Bernard White, jedan od pokretača tvrtke Magnum Research, u svom zahtjevu za patentiranje Deaglea iz 1983. napominje malen broj dijelova, odnosno njihovu kvalitetniju posloženost u odnosu na druge pištolje tog doba, ali i plinski mehanizam pokretanja. Tvrdio je da metak ispaljen iz Desert Eaglea putuje brže i preciznije nego iz ostalih, a istovremeno smanjuje trzaj zbog ispaljivanja hica. Nacrti su dorađivani sljedeće tri godine u Izraelu; upravo je patent IMI-ja (Izraelske vojne industrije) izabran za početak serijske proizvodnje.

## Povijest
Trojica entuzijasta iz Minnesote namjeravala su unaprijediti svojstva poluautomatskih pištolja proizvodnjom vlastitog. 1981. godine imali su razvijen prototip, a već sljedeće godine izbacuju prvu liniju pod imenom Eagle 357. Cijev mu se nije mogla produživati niti je korisnik mogao mijenjati već postojeći kalibar. Prva linija nosi serijski broj #3001, a svaki komad izuzetno je vrijedan jer ih je proizvedeno jedva preko tisuću. Daljnje usavršavanje uslijedilo je suradnjom s izraelskom vojskom. 1985. povećana je preciznost mijenjanjem oblika žlijeba iz tradicionalne izbočine i utoline (land and groove) u mnogokutalnu kružnicu. Već sljedeće godine na tržištu je .44 Magnum, prvi Deagle koji je objedinio rotirajući zatvarač, plinski princip pražnjenja i punjenja te suvremeni žlijeb. Idući model, kalibra .41 Magnum, bio je namijenjen posebnim tržištima pa se više ni ne proizvodi.

### Značajke nove generacije
Proizvodni pogon vraćen je u razdoblju 1995. — 1998. unutar SAD-a. Odmah je predstavljena najnovija specifikacija, Mark XIX., Deagleom kalibra .50 Action Express. Nova generacija otvarala je mogućnost mijenjanja kalibra zamjenom triju dijelova: cijevi, spremnika i zatvarača. Princip djelovanja Deaglea ostao je gotovo isti od samog početka, no kasnih devedesetih usavršen je u potpunosti pa veći kalibri, inače namijenjeni puškama, mogli su se koristiti i u Desert Eagleu. Jedina preporučljiva municija je bojni metak čija „metalna jakna” sprječava da olovo ošteti dijelove ili poremeti normalnu funkciju čitavog mehanizma.  
U trenutku pritiskanja okidača, plinovi kroz rupicu sele iz glavne cijevi u manju, a zatim prema uskom cilindru. Odvojena navlaka (slide) sadrži mali klip kojim se uklapa u cilindar. Kad plinovi dosegnu cilindar, guraju klip prema natrag, što naposljetku izbacuje metak iz cijevi.
Loše strane Deaglea ostaju malen spremnik (samo sedam metaka za kalibre .440 i .50), veliki povrat i trzaj pri pucanju, zaglušujuća buka i velika težina u poredbi s ostalim poluautomaticima. Osim toga, Desert Eagle mnogo je skuplji od gotovo svih konkurentskih pištolja, kao i prikladna municija.

## Vanjske poveznice
- MR, Inc. — službena stranica